# Lytta flavicinereus
Lytta flavicinereus es una especie de coleóptero de la familia Meloidae.

## Distribución geográfica
Habita en (Estados Unidos).